# قزلر قلعه
قزلر قلعه (قلعه دختر) بر قله بلندترین کوه منطقه زیدر بخش قوشخانه شیروان قرار دارد که آثار چهار برج در چهار گوشه قلعه و همچنین اتاق‌های اندرونی و بیرونی، تنور پخت نان، حمام و گلخن و محل نگهداری اشیای گران قیمت و اسلحه و انبار و ... در آن دیده می‌شود.
بنای تاریخی مزبور در مجاورت روستای تاریخی زیدر، زادگاه دانشمند بزرگ شهاب‌الدین زیدری نسوی (منشی سلطان جلال‌الدین خوارزمشاه) قرار دارد که در زمان هخامنشیان احداث و با حمله مغولان تخریب شده‌است.